# Gonomyia decacantha
Gonomyia decacantha är en tvåvingeart som beskrevs av Alexander 1957. Gonomyia decacantha ingår i släktet Gonomyia och familjen småharkrankar. Inga underarter finns listade i Catalogue of Life.